# Províncies de Madagascar

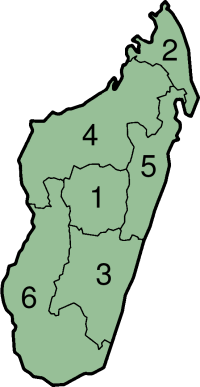
Mapa de la divisió provincial

Madagascar està dividit en sis províncies autònomes:
1. Antananarivo
2. Antsiranana
3. Fianarantsoa (provincia)
4. Fianarantsoa
5. Toamasina
6. Toliara

Les províncies seran dissoltes com a resultat de la nova subdivisão regional i del referèndum constitucional de 2007. Existeix un termini de trenta mesos (fins a octubre de 2009) per a la transició.

## Història
Les províncies van ser creades en 1946 quan Madagascar era una colònia francesa. Elles eren inicialment cinc, la sisena província, Diego Suarez/Antsiranana, va ser creada posteriorment, però abans de les eleccions provincials de 1957. Aquestes sis províncies es van mantenir després de la independència del país en 1960.
La nova Constitució de 1992 va declarar que el país deuria ser dividit en entitats territorials descentralitzades, sense entrar en detalls. A través d'una llei de 1994, van ser definits tres nivells de divisió administrativa: regions, departaments i municipis. Les províncies no van ser esmentades en aquesta llei.
Després que el ex-president Didier Ratsiraka va ser reeligit en 1997, ell va introduir el 1998 una revisió en la Constitució, en la qual les províncies encara existents van ser transformades en "províncies autònomes". Abans d'això, cap constitució va tractar cap detall sobre les subdivisions del país, deixant aquest assumpte per a ser definit per llei. Les províncies autònomes van ser creades el 2000. La motivació oficial era fer de Madagascar un estat federal descentralitzat, per un altre costat, crítics al·legaven que la motivació disfressada era certificar si Ratsiraka posseïa un sòlid suport de la majoria de les províncies; El seu partit, AREMA, va guanyar les eleccions provincials de 2000 en totes les províncies, excepte Antananarivo.
En les eleccions presidencials de 2001, Ratsiraka va ser derrotat pel candidat de l'oposició Marc Ravalomanana. Encara que els números oficials del Ministeri de l'Interior obliguessin a la realització d'un segon torn, els seguidors de Ravalomanana van acusar el govern de frau i Marc Ravalomanana s'autoproclamà president. Els cinc governadors provincials de l'AREMA van sortir en suport de Ratsiraka i s'auto declararen independents de la república.
Quan Ravalomanana va aconseguir assegurar la seva posició de President de la República, els governadors provincials van ser substituïts per PDS's (Presidents per Delegació Especial). Això efectivament va col·locar una fi a la "províncies autònomes", encara que elles inicialment van romandre perquè continuaven incloses en la Constitució.
Rumors sobre la dissolució de les províncies autònomes ja existien, quan, en 4 d'abril de 2007, va ser realitzat un referèndum constitucional, on la majoria dels electors van aprovar la revisió constitucional sense qualsevol província. Les noves regions es faran el més alt nivell de divisió administrativa. Va ser definit un termini de trenta mesos (fins a octubre de 2009) per a la transició.

### Evolució dels canvis
Els anys anteriors a la independència de 1960, Madagascar va tenir un sistema de divisió administrativa inspirat en França.
Durant la segona república (1975-1991), Madagascar va ser dividit en quatre nivells de govern:
1. Faritany (provincia)
2. Fivondronana (o fivondronampokontany)
3. Firaisana (o firaisampokontany)
4. Fokonolona (o fokontany)

Actualment hi ha 5 diferents nivells de divisió:
1. Faritany mizakatena (provincia autònoma) (6)
2. Faritra (regió) (22)
3. Fivondronana (districte) (116)
4. Kaominina (comuna) (1.548)
5. Fokontany (16.969)

La constitució de 1992, va determinar que el país deuria ser descentralitzat en entitats territorials. El nom, quantitat i límits d'aquestes entitats territorials deurien ser definides per llei. La llei que va passar per l'Assemblea Nacional en 1994 va definir tres nivells de divisió: regió (faritra), departament (departemanta) i comuna (kaominina). Les comunes van ser creades el 1996. Les províncies existents no van ser esmentades en la llei.
Amb la volta del ex-president Didier Ratsiraka al poder, la constitució va ser modificada el 1998, per a incloure i esmentar específicament sis províncies autònomes, dividides en regions i comunes indefinides. Les províncias autònomes, amb els mateixos noms i territoris de les províncies ja existents, van ser creades en 2000. Les eleccions per als sis consells provincials que van ocórrer en 3 de desembre de 2000, van resultar en la majoria de l'AREMA a totes les províncies, excepte Antananarivo.
Durant la lluita pel poder després de les eleccions presidencials de 2001, cinc d'aquestes províncies, els governador de les quals van recolzar Ratsiraka, es van declarar independents de la república. El nou president, Ravalomanana, va substituir els governs provincials per delegacions especials, creades pel president. Això va significar que les províncies autònomes van deixar d'existir com a tal, i la seva efectiva dissolució ja està programada (veure baix).
El 2004, les regions van ser finalment creades per l'Assemblea Nacional a través de la llei nombre 2004-001. Malgrat que de les 28 regions originalment proposades s'hagin fet 22. Encara que les regions siguin subdivisions de les províncies, elles són les representants (i les que representen el poble) de la república, i no les províncies. Les regions també aniran a assumir els actius de les "ex-Fivondronampokontany" (districte). Consta també que els municipis són les úniques entitats operacionals i que haurà un període indeterminat de transició per al nou sistema.
El 2005, una nova entitat denominada "districtes" (distrika) va ser creada pel decret presidencial 2005-012, substituint els departaments de 1994. Existeixen 116 districtes. Ells posseeixen els mateixos límits que els antics "Sous-ajuntaments" o "ex-Fivondronampokontany". Ells són definits com a subdivisions de les regions. El cap d'un districte és designat pel cap de la regió.

En la constitució de 2007, les províncies autònomes van ser excloses. En comptes d'això, les regions, els municipis i les fokontany (però no els districtes) foren inclosos. 